# Balal Arezou
Balal Arezou(Cabul, 28 de dezembro de 1988) é um futebolista afegão que joga como atacante.

## Seleção Afegã
Entrou em 2011 na seleção sênior do Afeganistão,e jogou desde lá 27 partidas,marcando 9 gols.